# 无锡市第四人民医院
31°34′11″N 120°15′48″E / 31.56977°N 120.26334°E
无锡市第四人民医院，是位於中国江苏省无锡市滨湖区惠河路200号的一所歷史上的医院，为三级甲等医院。
位于无锡市滨湖区惠河路200号。2004年12月18日，无锡市第四人民医院新病房大楼建成，总投资1.6亿元。2019年4月，无锡市第四人民医院與无锡市第三人民医院整合為江南大学附属医院。